# Tomas Evjen
Tomas Evjen (10 de octubre de 1972 - 11 de septiembre de 2012) fue un editor, celebridad de los medios y productor de cine noruego. Él apareció en Radio Saltdal cuando tenía 12 años de edad y más tarde trabajó como periodista en Nordlandsposten. En 1996, se convirtió en editor y director general de Saltenposten hasta 2000. También trabajó como reportero para Se og Hør. En 2001, fundó sus propios medios de comunicación y la compañía cinematográfica "News On Request AS" en Saltdal en la que más tarde se trasladó a Bodø. La compañía ganó el premio de la industria Sparebanken Nord-Norges en 2005. También se convirtió en el director general de Mediegården en Bodø.
Él produjo una serie de películas y cortometrajes, incluyendo Dead Snow en el 2009 y el documental Pappa kom hem en 2010. En el momento de su muerte, se estaba produciendo una película con el director noruego Nils Gaup sobre la rebelión de los mineros en Sulitjelma. Dead Snow fue nominada para el premio Amanda al convertirse en una película noruega de mayor venta en el extranjero.
Murió el 11 de septiembre de 2012, en el Mediegården en Bodø.

## Filmografía

### Director
- 2009: Near the Mountains

### Productor
- 2009: Dead Snow
- 2010: Pappa kom hem (documental)

Cortometrajes
- 2007: Burgled
- 2007: Fluen
- 2009: Near the Mountains (coproductor)
- 2011: Skallamann (productor / productor ejecutivo)
- 2011: I enden av tauet (productor ejecutivo)

### Director de fotografía
- 2002: Montagna con forza
- 2009: Near the Mountains (cortometraje)
- 2010: Pappa kom hem (documental)
- 2011: I enden av tauet (cortometraje)